# Titularbistum Sigus
Sigus (ital.: Sigo) ist ein Titularbistum der römisch-katholischen Kirche. 
Es geht zurück auf einen antiken Bischofssitz in Numidien, einer historischen Landschaft in Nordafrika, die größtenteils im heutigen Tunesien und Algerien lag. 46 v. Chr. machte Gaius Iulius Caesar Numidien zur Provinz Africa Nova, die später mit der Provinz Africa Vetus zur Provinz Africa Proconsularis vereinigt wurde.
| Titularbischöfe von Sigus |                                   |                                                            |                  |                 |
| Nr.                       | Name                              | Amt                                                        | von              | bis             |
| 1                         | Daniel Johann Anton von Gebsattel | Weihbischof in Würzburg (Deutschland)                      | 6. Mai 1748      | 12. Juli 1788   |
| 2                         | Peter Augustine Baines OSB        | Apostolischer Vikar des Western District (England)         | 4. Februar 1823  | 6. Juli 1843    |
| 3                         | Peter Kelleter CSSp               | Apostolischer Vikar von Bethlehem (Südafrika)              | 12. März 1950    | 11. Januar 1951 |
| 4                         | Benjamin-Octave Roland-Gosselin   | emeritierter Bischof von Versailles, (Frankreich)          | 12. April 1952   | 22. Mai 1952    |
| 5                         | Jean-Emmanuel Marquès             | Weihbischof in Albi (Castres-Lavaur) (Frankreich)          | 14. April 1953   | 5. Januar 1957  |
| 6                         | John Kwao Amuzu Aggey             | Weihbischof in Lagos (Nigeria)                             | 26. Januar 1957  | 6. Juli 1965    |
| 7                         | Jean-Baptiste Décoste             | Weihbischof in Port-au-Prince (Haiti)                      | 20. Juni 1966    | 20. April 1962  |
| 8                         | Joseph Chhmar Salas               | Apostolischer Vikar von Phnom Penh (Kambodscha)            | 6. April 1975    | September 1977  |
| 9                         | Joseph Keith Symons               | Weihbischof in Saint Petersburg (USA)                      | 16. Juni 1981    | 4. Oktober 1983 |
| 10                        | Joannes Gerardus ter Schure SDB   | Weihbischof in Roermond (Niederlande)                      | 4. Oktober 1984  | 31. Januar 1985 |
| 11                        | Franziskus Eisenbach              | Weihbischof in Mainz (Deutschland)                         | 17. März 1988    | 29. Mai 2024    |
| 12                        | José Maria Pereira                | Weihbischof in São Sebastião do Rio de Janeiro (Brasilien) | 25. Februar 2025 |                 |